# Twentekanaal
Twentekanaal – kanał przepływający przez holenderskie prowincje Geldria i Overijssel. Łączy trzy największe miasta regionu Twente – Almelo, Hengelo i Enschede. Ma swój początek we wsi Eefde, położonej w północnej części gminy Zutphen i przepływa przez Almen, Lochem, Goor, Delden i Hengelo. Na zachód od Delden jedno z rozwidleń prowadzi do Almelo. Oba kanały (z Zutphen do Enschede i rozwidlenie z Delden do Almelo) są zarządzane przez Rijkswaterstaat. Część kanału z Eefde do Delden ma 33 km długości, rozwidlenie z Delden do Almelo 15, a części z Delden do Hengelo i z Hengelo do Enschede mają odpowiednio 9 i 5 km długości. Obecnie używany do przewozu piasku, żwiru, soli i paszy dla bydła.

## Śluzy

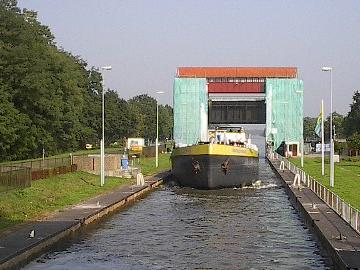
Śluza w Eefde

Różnica poziomów między Zutphen i Enschede wynosi 21 metrów. Żeby ją zniwelować Twentekanaal posiada trzy śluzy. Śluza w Eefde obniża poziom o około 6 metrów, w zależności od poziomu IJssel. Śluza w Delden także obniża poziom o 6 metrów, a śluza w Hengelo o 9. Na rozwidleniu do Almelo nie ma żadnych śluz. Ponieważ śluzy znacznie obniżają poziom, wiele wody się marnuje. Żeby to zrekompensować, każda śluza posiada oczyszczalnię ścieków.